# Tegenaria podoprygorai
Espèce
Synonymes
- Malthonica podoprygorai Kovblyuk, 2006

Tegenaria podoprygorai est une espèce d'araignées aranéomorphes de la famille des Agelenidae.

## Distribution
Cette espèce est endémique de Crimée en Ukraine.

## Description
Les mâles mesurent de 3,4 à 5,2 mm et les femelles de 3,4 à 5,1 mm.

## Étymologie
Cette espèce est nommée en l'honneur de Vladimir Podoprygora.

## Publication originale
- Kovblyuk, 2006 : Malthonica podoprygorai sp.n. from the Crimea (Aranei: Agelenidae). Arthropoda Selecta, vol. 15, no 1, p. 23-27 (texte intégral).